# World on Fire
World on Fire är en brittisk krigs- och dramaserie för TV. Första säsongen bestod av sju avsnitt och visades på BBC med start den 29 september 2019. Seriens andra säsong hade premiär den 16 juli 2023. Serien är skapad av Peter Bowker som även skrivit seriens manus. Den är regisserad av bland andra Chanya Button, Adam Smith och Andy Wilson. I Sverige har första säsongen visats på SVT. Den andra säsongen släpptes på SVT Play i december 2023.

## Handling
Serien kretsar kring vanliga människor liv från Storbritannien, Polen, Frankrike, Tyskland och USA under andra världskriget. Den första säsongen utspelar sig mellan mars 1939 till juni 1940 i Paris, Warszawa, Manchester, Berlin och Dunkerque. Serien skildrar bland annat försvaret av det polska postkontoret i Danzig, slaget vid Río de la Plata, evakueringen vid Dunkerque och slaget om Storbritannien. Den andra säsongen kommer att börja i oktober 1940 och kretsa kring bland annat The Blitz samt kriget i Nordafrika.

## Rollista (i urval)
- Jonah Hauer-King - Harry Chase
- Helen Hunt - Nancy Campbell
- Sean Bean - Douglas Bennett
- Lesley Manville - Robina Chase
- Julia Brown - Lois Bennett
- Zofia Wichłacz - Kasia Tomaszeski
- Brian J. Smith - Webster O'Connor
- Parker Sawyers - Albert Fallou
- Blake Harrison - Sergeant Stan Raddings
- Ewan Mitchell - Tom Bennett
- Mateusz Więcławek - Grzegorz Tomaszeski
- Eugénie Derouand - Henriette Guilbert
- Yrsa Daley-Ward - Connie Knight
- Max Riemelt - Schmidt
- Eryk Biedunkiewicz - Jan Tomaszeski
- Tomasz Ziętek - Tomasz
- Ansu Kabia - Eddie Knight
- Borys Szyc - Konrad